# Collaborations de Vanessa Paradis
Vanessa Paradis est une artiste qui se met au service d'autres artistes, que ce soit dans le domaine de la chanson, du cinéma ou de la mode.
Depuis ses débuts en 1987, elle a inspiré les créateurs les plus importants de son époque. Elle a notamment travaillé avec les auteurs-compositeurs les plus prestigieux (Étienne Roda-Gil, Serge Gainsbourg, Lenny Kravitz, Matthieu Chédid, Alain Bashung, Brigitte Fontaine, Alain Chamfort, Gaëtan Roussel, Adrien Gallo, Benjamin Biolay...), les acteurs les plus connus (Gérard Depardieu, Daniel Auteuil, Alain Delon, Jeanne Moreau, Jean-Paul Belmondo, Guillaume Canet, Jean Rochefort, Romain Duris, Jean-Pierre Marielle, Isabelle Adjani, Woody Allen...), les plus grands photographes (Ellen von Unwerth, Jean-Paul Goude, Hedi Slimane, Paolo Roversi, Jean-Baptiste Mondino, Bettina Rheims, Karim Sadli, Dominique Isserman, Claude Gassian, Karl Lagerfeld, Patrick Demarchelier...) et les marques les plus prestigieuses (Chanel, Sonya Rikyel, Miu Miu...).
Tout au long de sa carrière, la chanteuse a également interprété des duos avec de nombreux artistes français et internationaux (Étienne Daho, Charles Aznavour, Ben Harper, Jane Birkin, Elvis Costello, Alain Souchon, Carl Barat, Maxime Leforestier, Johnny Depp, Rita Mitsouko, Jacques Dutronc, Line Renaud, BB Brunes, Sean Lennon, Willy Deville, Jean-Louis Aubert, Iggy Pop...)

## Auteurs / Musiciens
Liste des auteurs et compositeurs ayant écrit ou composé spécialement pour Vanessa Paradis, une ou plusieurs chansons ou albums entiers, tout au long de sa carrière :
- Étienne Roda-Gil (M&J)
- Franck Langolff (M&J, Variations sur le même t'aime, Bliss)
- Serge Gainsbourg (Variations sur le même t'aime)
- Lenny Kravitz (Vanessa Paradis)
- Henry Hirsch (Vanessa Paradis)
- Gerry DeVeaux (Vanessa Paradis, Bliss)
- Matthieu Chedid (Bliss, Divinidylle, Un monstre à Paris)
- Franck Monnet (Bliss, Divinidylle)
- Alain Bashung (Bliss)
- Didier Golemanas (Bliss, Divinidylle)
- Johnny Depp (Bliss, Love Songs)
- The Little Rabbits (Atomik Circus)
- Louis Chedid (Le Soldat Rose)
- Brigitte Fontaine (Divinidylle)
- Jean Fauque (Divinidylle)
- Alain Chamfort (Divinidylle)
- Thomas Fersen (Divinidylle)
- Marcel Kanche (Divinidylle, Love Songs)
- Ruth Ellsworth Carter (Divinidylle, Love Songs)
- Albin de la Simone (Best of, Une nuit à Versailles)
- Gaëtan Roussel (Best of)
- Benjamin Biolay (Love Songs)
- Mathieu Boogaerts (Love Songs)
- Adrien Gallo (Love Songs)
- Mickaël Furnon (Love Songs)
- Carl Barat (Love Songs)
- Ben Ricour (Love Songs)
- Jérôme Attal (Love Songs)

## Duos musicaux

### Français
- Maxime Leforestier (Comme un arbre dans la ville 1989 - La complainte du phoque en Alaska 1995 - Mistral Gagnant 1998 - Dodo Rémi 1999 - La corrida 2001)
- Lio (Over the rainbow 1988)
- Rita Mitsouko (Les Histoires d'A. 1989 et 2004)
- Jean-Louis Aubert (Les plages 1990)
- Elmer Food Beat (Couroucoucou roploplo 1990)
- Eric Serra (Time to get your lovin 1991)
- Alain Lanty (True colors 1993 - Donner pour donner / Super nana / Have got you under my skin 1997 - One 1997)
- Jean-Jacques Goldman (Les uns contre les autres 1993)
- Guesch Patti (Just as long as you are there - Les cactus 1993)
- Alain Souchon (Foule sentimentale 1994 - Les filles électriques 1996)
- Laurent Voulzy (Foule sentimentale 1994 - Rame 1997)
- Jeanne Moreau (Le tourbillon 1995)
- Jane Birkin (La ballade de Johnny-Jane 1996)
- Francis Cabrel (Tandem 1997)
- Étienne Daho (Dis lui toi que je t'aime 1999 - Week-end à Rome 2010 - Heures hindoues 2011)
- Muriel Robin (Si maman si 2001)
- Charles Aznavour (Retiens la nuit 2001 - Au creux de mon épaule 2004)
- Matthieu Chedid (Pourtant 2005 - Le radeau / Ton écho 2006 - Les piles 2007 - La déclaration 2007 - La fleur 2010 - La Seine / Un p'tit baiser 2011)
- Albin de la Simone (Adrienne 2009)
- Jacques Dutronc (Le petit jardin 2010)
- Thomas Dutronc (Smiley 2010)
- Lulu Gainsbourg (Ballade de Melody Nelson (Lulu Gainsbourg au piano) 2011 - Sous le soleil exactement (live) 2011)
- Alain Chamfort (Malaise en Malaisie 2012)
- Bastien Lallemant (Live en 2012)
- Benjamin Biolay (Profite 2012 - Les roses roses 2013 - Le rempart 2013 - Profite (6 lives-tournée Biolay) 2013 - Pas besoin de permis 2014 - Station Quatre-Septembre 2014)
- BB Brunes (Bye bye 2013)
- Line Renaud (Les plus belles choses de la vie 2013)
- Nekfeu ("Les étoiles vagabondes" 2019)

### Internationaux
- Dave Stewart (Walk on the wild side 1990)
- Willy DeVille (Stand by me 1993)
- Lenny Kravitz (Silver and gold 1996)
- Iggy Pop (You go to my head / Don't smoke in bed / Nightclubbing 1999)
- Chrissie Hynde (Nightclubbing 1999)
- Johnny Depp (Nightclubbing 1999 - Fais pas ci, fait pas ça (live - J.Depp à la guitare) 2001 - Ballade de Melody Nelson 2011)
- Ben Harper (Waiting on an angel 2007)
- Suzanne Vega (Blowin' in the wind 2007)
- Sean Lennon (La Seine (version anglaise) 2012)
- Elvis Costello (Alison / This will be our year / Out of time 2012)
- Carl Barât (The dark, it comes 2013)
- Steve Nieve (Conversation 2013)

## Chœurs
Liste des chanteurs pour lesquels Vanessa Paradis a fait les chœurs sur une ou plusieurs de leurs chansons, en studio.
- Franck Langolff (Normal) 1986
- Johnny Hallyday (Cadillac) 1989
- Alain Lanty (Atlantique) 1991
- Eric Serra (Atlantis) 1991
- Louis Bertignac (Elle et Louis) 1993
- Maxime Leforestier (Passer ma route) 1995
- Gerry Deveaux (Rhythm & love) 1996
- Glenn Tilbrook (Pandemonium Ensues) 2009

## Acteurs
Liste des acteurs avec lesquels Vanessa Paradis a tourné au cinéma, tout au long de sa carrière :
- Bruno Cremer (Noce blanche)
- Gérard Depardieu (Élisa)
- Clotilde Courau (Élisa)
- Michel Bouquet (Élisa)
- Philippe Léotard (Élisa)
- Jeanne Moreau (Un amour de sorcière)
- Jean Reno (Un amour de sorcière)
- Alain Delon (1 chance sur 2)
- Jean-Paul Belmondo (1 chance sur 2)
- Daniel Auteuil (La Fille sur le pont)
- Benoît Poelvoorde (Atomik Circus, le retour de James Bataille)
- Jean-Pierre Marielle (Atomik Circus, le retour de James Bataille)
- Vincent Rottiers (Mon Ange)
- Eduardo Noriega (Mon Ange)
- Guillaume Canet (La Clef)
- Jean Rochefort (La Clef)
- Romain Duris (L'Arnacœur)
- Helena Noguerra (L'Arnacœur)
- François Damiens (L'Arnacœur)
- Sergi López (Dubaï Flamingo)
- Florence Thomassin (Dubaï Flamingo)
- Denis Ménochet (Je me suis fait tout petit)
- Léa Drucker (Je me suis fait tout petit)
- Samuel Le Bihan (Cornouaille)
- Aurore Clément (Cornouaille)
- Jonathan Zaccaï (Cornouaille)
- John Turturro (Fading Gigolo)
- Woody Allen (Fading Gigolo)
- Liev Schreiber (Fading Gigolo)
- Isabelle Adjani (Sous les jupes des filles)
- Laeticia Casta (Sous les jupes des filles)
- Alice Belaïdi (Sous les jupes des filles)
- Sylvie Testud (Sous les jupes des filles)
- John Turturro (Rio, I love you)

## Réalisateurs
- Jean-Sébastien Deligny
- Élie Chouraqui
- Bernard Schmitt
- Simon Kentish
- Renaud Le Van Kim
- Jean-Claude Brisseau
- Jean-Baptiste Mondino
- Philippe Gautier
- Jean-Paul Goude
- John Lindauer
- Mathias Ledoux
- Jean Becker
- Jan Kounen
- René Manzor
- Patrice Leconte
- Paul Venturini
- Terry Gilliam
- Johnny Depp
- Thierry Poiraud et Didier Poiraud
- Serge Frydman
- Antoine Carlier
- John Nollet
- Guillaume Nicloux
- Pascal Chaumeil
- Eric Bergeron
- Delphine Kreuter
- Jean-Marc Vallée
- Cécilia Rouaud
- Anne Le Ny
- John Turturro
- Dusan & Hilde
- Karim Sadli
- Audrey Dana

## Photographes
- Ruven Afanador
- Valérie Archeno
- Guy Aroch
- François-Marie Banier
  - 1998/2012 : Photos privées de Vanessa Paradis et Johnny Depp (livres et expositions).
- Kate Barry
  - 2000 : La photographe, fille de Jane Birkin et John Barry, réalise une séance photo marquante de Vanessa Paradis mise en scène en ballerine dans de grands entrepôts désaffectés. Les photos illustreront de nombreux articles, notamment pour Paris Match et DS.
  - 2004 : Pour la promotion du film Atomik Circus, elle réalise une série de photos pour Paris Match, avec, une nouvelle fois, Vanessa en danseuse et blonde platine. Les photos seront également publiées dans plusieurs Vanity Fair européens.
- Catherine Cabrol
- Max Cardelli
- Michel Comte
- Anton Corbijn
- Patrick Demarchelier
  - 1991 : Séance photo pour le magazine Photo et presse internationale.
  - 2011 : Séance photo pour le Vogue espagnol.
- Driu & Tiago
  - 2013 : Couverture et séance photo pour le Harper's Bazaar.
  - 2013 : Réalisation du clip Love song.
- Claude Gassian . Très actif dans le milieu de la musique depuis les années 1980, Claude Gassian est principalement reconnu pour son travail lors des tournées de chanteurs.
  - 1993 : Vanessa lui confie son image durant toute la tournée Natural High Tour au printemps, sur scène et en coulisses. Il en sort un livre en février 1994. Deux clichés sont également utilisés pour les pochettes des Catus (live) et de Gotta have it (live)
  - 1994 : Il est photographe de plateau sur le tournage d'Élisa à l'île de Sein avec la présence de Gérard Depardieu.
  - 2000 : Il réalise la série de photos qui sert à la promotion de l'album Bliss. Les clichés se retrouvent en couverture de 'Gala' ou de 'Version Femme'.
  - 2001 : Il est une fois de plus le photographe officiel de Vanessa pour la tournée Bliss Tour au printemps. Ses photos seront utilisées pour la pochette et le livret de l'album Vanessa Paradis au Zénith ainsi que pour la pochette du single promotionnel Walk on the wild side.
  - 2006 : À l'occasion des représentations du conte musical Le Soldat Rose, il fait les clichés du spectacle et des coulisses.
  - 2007 : Il suit Vanessa lors de l'enregistrement de l'album Divinidylle avec -M-. Une trentaine de photos seront éditées sous forme de petit livre à la sortie de l'album en septembre dans un coffret. Puis, pour la 3e fois, il est le photographe exclusif de Vanessa sur une de ses tournées : le Divinidylle Tour à l'automne. En plus du livret de l'album, un livre de 300 pages en est tiré en 2008.
- Kate Garner
- Boo George
- François Goetghebeur
- Jean-Paul Goude. Réalisateur de publicités et directeur artistique pour des campagnes de grandes marques, il a contribué à l'essor de Vanessa à l'international grâce à son travail pour Coco de Chanel.
  - 1991 : Pour relancer Coco après le départ d'Inès de la Fressange, Chanel fait appel à Jean-Paul et Vanessa. Il réalise une publicité télévisée dans laquelle elle joue le rôle d'un petit oiseau dans une cage[1]. Il en tire une série de photos qui parait dans Elle et Madame Figaro en octobre puis dans la presse du monde entier. Il imagine également deux visuels différents pour les campagnes presse. La communication durera jusqu'en 1994
  - 1995 : Pour ses 50 ans, le magazine Elle fait appel à quatre photographes pour quatre couvertures anniversaires avec Vanessa. La plus représentative est celle signée par Jean-Paul Goude car Vanessa y est coiffée d'un énorme gâteau d'anniversaire. À noter que c'est cette couverture qui a été envoyée à tous les abonnés à l'époque.
- Eric Guillemain
- Nick Haddow
- Alexei Hay
  - 2012 : Couverture et séance photo du magazine Elle pour la promotion du film Cornouaille.
  - 2012 : Couverture et séance photo du magazine Jalouse pour la promotion du film Cornouaille.
- Simon Hawk
- Dominique Isserman. Photographe décorée chevalier de l'ordre des Arts et des Lettres, elle est très connue dans le domaine de la mode. Vanessa fait régulièrement appel à elle pour des photos dans les magazines féminins.
  - 1995 : Elle photographie Vanessa pour la couverture du magazine Elle en janvier. La série de photos, en couleurs et en noir et blanc, sera beaucoup utilisée pour la promotion d'Élisa à l'étranger. En novembre, à l'occasion des 50 ans de Elle, Vanessa pose sur quatre couvertures pour quatre photographes de renom. Dominique Isserman signe l'une d'elles. Une autre photo de la série sera utilisée pour la couverture de Femme en 1997.
  - 1998 : Elles se retrouvent pour la promotion du film 1 chance sur 2 et réalisent une série de photos où Vanessa pose la jambe dans le plâtre, les cheveux coupés très courts. Elle fait alors la couverture du Figaro Magazine en mars ainsi que de France Aéroports en avril. À l'étranger, les clichés sont repris en unes de magazines turcs ou américains.
  - 2003 : Vanessa pose pour le catalogue de vente par correspondance La Redoute photographiée par Dominique.
- Mikael Jansson
  - 2010 : Séance photo pour le magazine américain Interview.
- Matt Jones
- Bruno Juminer. Photographe de mode, il est principalement reconnu pour ses clichés de femmes et ses campagnes de marque de lingerie.
  - 1991 : Une de ses photos de Vanessa illustre la pochette du single L'Amour en soi.
  - 1994 : Sur le tournage d'Élisa, il réunit Vanessa et Gérard Depardieu pour une séance photo qui sert à « teaser » le projet. Elle finit ainsi en une des journaux VSD et Ciné Télé Revue en Belgique… D'autres photos de Vanessa seule sont prises, qui sont alors utilisées pour la sortie du film.
  - 1995 : Vanessa lui confie son image pour la promotion de Élisa. Des dizaines de photos sont réalisées en studio et s'affichent en couverture de VSD, Ciné Télé Revue ou Paris Match.
  - 1997 : Pour la couverture du Figaro Madame, il fait poser Vanessa aux côtés de Jean Reno, son partenaire dans le film Un amour de sorcière. Il réalise également toutes les photos de Vanessa pour la promotion du film. Celles-ci font les couvertures de Télé 7 Jours, Télé Câble Satellite, Jeune et Jolie ou encore Depeche Mode… Certaines photos seront reprises pour la promotion de 1 chance sur 2 en 1998. Un reportage sur cette séance est diffusé dans l'émission Frequenstar en 1997 avec une interview de Bruno.
- Darren Keith
- Steve Klein
- Karl Lagerfeld. Directeur artistique de la maison Chanel depuis les années 1990, il est à l'origine du retour de Vanessa chez la marque de luxe dans les années 2000. À noter qu'en 1991, il n'était directeur artistique que sur la haute couture et n'a pas participé à l'aventure du parfum Coco.
  - 2004 : Il réalise les photos des publicités pour la ligne de sacs Cambon. Une dizaine de clichés mettant en scène Vanessa sont publiés dans la presse mondiale entre mars 2004 et mai 2005. Deux autres séries de photos font la couverture du Elle français le 15 mars puis celles des éditions japonaises et chinoises. Des making-of de la séance photos paraissent sous forme de reportage dans la presse féminine européenne ou russe. Le 21 mars, elle intervient dans l'émission Vivement Dimanche consacrée à Karl. En octobre, pour les 50 ans de Marie Claire, ils font ensemble un nouveau shooting retraçant la mode à travers les années. Les clichés seront repris dans les éditions espagnoles, russes ou japonaises.
  - 2005 : Il fait de nouveau appel à Vanessa pour défendre la ligne de sacs New Mademoiselle. Six photos paraissent en France et à l'international entre octobre et décembre.
  - 2006 : le 6 juillet, Vanessa assiste au défilé automne-hiver 2006-2007 et pose avec lui.
  - 2007 : le 3 juillet, Vanessa assiste au défilé automne-hiver 2007-2008 et pose une fois de plus avec lui.
  - 2010 : Couverture et séance photo pour le magazine Figaro Madame consacrant son numéro entier à Vanessa Paradis qui pose "façon Factory" d'Andy Warhol.
  - 2010 : Séance photo pour le Vogue français dont Penelope Cruz est la rédactrice en chef.
  - 2012 : Photo pour le livre et les expositions photographiques internationales de la célèbre Petite robe noire créée à l'origine par Coco Chanel.
  - 2014 : Couverture et séance photo pour le magazine Elle pour la promo du film Apprenti Gigolo avec Vanessa les cheveux très courts. 2 couvertures différentes.
- Antoine Legrand
  - 2004 : Couverture et séance photo pour le magazine Première, pour la promotion du film Atomik Circus.
- John Londoño
- M/M (graphistes français)
  - 2013 : graphisme de l'album Love Songs, des singles Love Song et Les Espaces et les sentiments, ainsi que des affiches de la tournée Love Songs Tour.
  - 2014 : réalisation du clip et de la pochette de Mi amor.
- Scott Mc Dermott
- Ralph Mecke
- Mert and Marcus
  - 2008 : Campagne publicitaire internationale pour la marque Miu Miu.
- Bernard Mouillon
- Jean-Baptiste Mondino. Touche à tout dans le domaine de l'image, il est à l'origine des visuels les plus marquants de la carrière de Vanessa Paradis.
  - 1990 : Il réalise le clip de Tandem et une série de photos pour le magazine Rolling Stone[2]. En décembre, il la photographie pour le magazine Vogue Hommes avec une perruque à la Louise Brooks[3].
  - 1992 : Il fait la pochette de l'album Vanessa Paradis, une série de photos à New York pour Elle dont un cliché sert à la pochette du single Be My Baby ainsi que l'affiche de la tournée Natural High Tour.
  - 1993 : Vanessa refait appel à lui pour le clip et la pochette de Natural High.
  - 1995 : Pour la sortie d'Élisa, ils font trois séances photos pour les magazines Première, Glamour et Vogue hommes en février. En novembre, ils se retrouvent pour la couverture anniversaire de Elle qui fête ses 50 ans[4].
  - 1998 : Une fois de plus pour Elle, il met en scène un Vanessa en ange, la jambe plâtrée[5].
  - 1999 : Au Japon, pour la promotion de La Fille sur le pont, des photos inédites en France sont publiées dans le Vogue local. Vanessa y est couverte de tatouages.
  - 2007 : À l'occasion de l'album Divinidylle, Vanessa lui confie son image. Il réalise au moins quatre séries de photos, dont une avec -M-, qui servent à la promotion presse[6]. Notamment la couverture des Inrockuptibles, de Muze ou de l'Express Style[7]. Deux clichés en noir et blanc sont également utilisés pour l'affiche de la tournée Divinidylle Tour et la pochette du CD promotionnel de Dès que j'te vois[8].
  - 2010 : Pour la promotion de L'Arnacœur, il réalise pour le magazine Libération Next une séance photo de Vanessa inspirée de la célèbre chorégraphe Pina Bausch.
  - 2013 : Pochette de l'album Love Songs et séance photo pour la promotion dont la couverture des Inrockuptibles.
- Ken Nahoun
- John Nollet. Avant tout coiffeur attitré de Vanessa depuis le début des années 2000 (ils se sont rencontrés sur le tournage de La Fille sur le pont), il est aujourd'hui un des hommes clés de son stylisme et de son image. Devenu photographe et réalisateur, il lui fait profiter de tous ses talents. Il lui arrive de signer ses œuvres du nom de Simon Hawk.
  - 2003 : Vanessa et John posent ensemble dans le magazine Elle du 30 juin.
  - 2004 : John réunit ses muses : Monica Bellucci, Virginie Ledoyen ou encore Vanessa et les fait poser ensemble pour un reportage de dix pages dans Elle en janvier. En mai, pour la promotion de la ligne de sac 'Cambon' de Chanel, il réalise un reportage photo et la couverture du magazine de mode L'Officiel.
  - 2007 : Ils font une séance photo pour le Elle de septembre (sous son pseudo)[9] et il réalise le clip de Dès que j'te vois[10].
  - 2008 : Elle publie trente pages de photos faites sous son vrai nom. Vanessa évolue comme dans un road movie américain : en voiture, dans le désert...
- Mike Owen
- Jean-Marie Périer
- André Rau
- Dusan Reljin
  - 2013 : Couverture et séance photo du Elle français et du Vanity Fair italien, pour la promotion de l'album Love Songs.
- Bettina Rheims
- Terry Richardson
- Paolo Roversi
  - 1993 : Couverture du magazine Vogue Hommes.
  - 1997 : Couverture du magazine Photo pour la promotion du film Un amour de sorcière.
  - 1999 : Couverture du magazine Elle pour la promotion du film La Fille sur le pont (rare séance photo de Vanessa enceinte).
  - 2000 : Pochette des singles Commando, Pourtant et Que fait la vie de l'album Bliss.
- Lisa Roze
  - 2010/2011 : Affiche de la Tournée Acoustique mondiale de Vanessa Paradis.
  - 2011 : Séance photo avec Matthieu Chédid pour la promotion du film Un Monstre à Paris.
  - 2012 : Couverture et séance photo du magazine Version Fémina pour la promotion du film Je me suis fait tout petit.
- Karim Sadli
  - 2012 : Couverture et séance photo pour le magazine Madame Figaro pour la promotion du film Café de Flore.
  - 2013 : Catalogue publicitaire "31 rue Cambon" pour la marque Chanel.
  - 2013 : Photos et film publicitaire international pour la marque H&M.
  - 2013 : Couverture et séance photo pour le magazine Libération Next, pour la promotion de l'album Love Songs.
  - 2013 : Pochette du single et réalisation du clip Les espaces et les sentiments. Photo des affiches de la tournée Love Songs Tour.
- Satoshi Saïkusa
- Carlos Serrao
- Hedi Slimane
- John Stoddart
- Pierre Terrasson
  - 1988/1991 : Séances photos multiples
  - 2013 : Exposition et livre Vanessa Paradis : Les années lolita.
- Frédérique Veysset
  - 1990 : Pochette de l'album Variations sur le même t'aime.
- Bruce Weber
- Ralph Wenig
- Ellen von Unwerth. De renommée internationale, elle travaille avec Vanessa depuis les années 1990. Elle révèlera au magazine Photo en 1995 qu'elle l'avait déjà rencontré lorsqu'elle courait les casting de mannequins juniors au début des années 1980.
  - 1992 : Pour la promotion de l'album Vanessa Paradis, une rencontre entre Vanessa et Ellen est organisée par le magazine Vanity Fair américain. La série de photos parait dans l'édition de septembre. Ces clichés seront repris en France par Paris-Match et Max en 1993.
  - 1994 : Elles se retrouvent pour une série de photos en sépia pour le magazine Première.
  - 1995 : En février, Max et Photo proposentchacun plus de dix pages spéciales de deux séances différentes. Elles sont en noir et blanc.
  - 1996 : Vanessa fait la couverture de Studio Magazine. Les photos referont surface dans Max en avril 1997[11].
  - 1997 : Elle réunit Vanessa et Jeanne Moreau pour la couverture du Elle du 17 mars, à l'occasion de la sortie d'Un amour de sorcière.
  - 1998 : Pour la promotion de 1 chance sur 2, Vanessa pose la jambe dans le plâtre en couverture de Paris-Match et Photo.
  - 2000 : Des clichés de Vanessa à Los Angeles illustrent le premier article dans lequel elle parle de sa liaison avec Johnny Depp dans le Elle du 20 mars.
  - 2002 : Le magazine Elle fête les 30 ans de Vanessa en lui offrant sa couverture et plus de 20 pages de photos. C'est Ellen von Unwerth qui les signe toutes.
  - 2007 : Séance photo pour le Figaro Madame[12] repris à l'étranger dans les éditions de Vanity Fair[13].
  - 2009 : Pour la promotion du Best of, Vanessa fait la couverture de Marie Claire daté de décembre avec une nouvelle série de photos.
  - 2013 : Pour la promotion du Love Songs Tour, Vanessa fait la couverture du Figaro Madame.